# Peponocyathus
Peponocyathus is een geslacht van koralen uit de familie van de Turbinoliidae.

## Soorten
- Peponocyathus australiensis (Duncan, 1870) †
- Peponocyathus dawsoni Cairns, 1995
- Peponocyathus folliculus (Pourtalès, 1868)
- Peponocyathus minimus (Yabe & Eguchi, 1937)